# Бугайченко Іван Федотович
Іва́н Федо́тович Буга́йченко (нар. 2 (15) серпня 1913, с. Михайлівка, нині Первомайського району Харківської області — 14 січня 1943) — Герой Радянського Союзу (8 травня 1965, посмертно).

## Біографія
Навчався 1930—1932 в Київському педагогічному технікумі. Потім на комсомольській роботі в Харківській області: завідувач піонерської бази, очолює комсомольський осередок тваринницького радгоспу с. Карасівка Золочівського району, інструктор Золочівського райкому ЛКСМУ, від квітня 1934 — секретар комітету ЛКСМУ спиртового заводу.
Восени 1934 почав дійсну, а від 1937 понадстрокову службу в Кам’янець-Подільському прикордонному загоні № 23 (прикордонна школа загону, де служив Бугайченко, розташовувалася за залізничним полотном у розвилці шосейних доріг між нинішніми селами Кам'янка і Мукша Китайгородська). Був секретарем комсомольської організації прикордонного загону. Від кінця 1938 — другий секретар Кам’янець-Подільського обкому комсомолу, від жовтня 1939 — перший секретар Тернопільського обкому комсомолу.

## Підпільна робота
У липні 1941 направлено до Тернопільської області для організації підпільної боротьби. Але, уникаючи викриття, Бугайченко опинився в селі Ляхова (нині — Осички Радомишльського району Житомирської області). Йому вдалося встановити зв'язок між підпільними організаціями низки сіл Житомирщини, об'єднати 8 підпільних груп, що налічували понад 150 чоловік. Під керівництвом Бугайченка було створено продовольчі склади та склади зброї для партизанського загону.
6 січня 1943 Бугайченка разом з іншими підпільниками заарештували, а 14 січня стратили — в с. Потіївка закопали живим у землю.

## Увічнення пам'яті
Його іменем названо одну з вулиць села Кам'янка Кам'янець-Подільського району (бо у цьому селі жила його дружина — Лідія Михайлівна Бойко).
А в с. Потіївка та в рідному селі Михайлівка йому встановлено бюсти.
У минулому в Житомирі, Первомайському, Тернополі, у селі Осички на Житомирщині, у селі Довжок на Хмельниччині, у селі Потіївка Житомирського району, у селі Лисогірка Кам'янець-Подільського, а також в рідному селі Михайлівка були вулиці Бугайченка. На честь Бугайченка колись були меморіальні дошки в Житомирі та Тернополі. А школа № 4 у Тернополі та школа в с. Потіївка раніше носили його ім'я.